# Synagoge (Bitburg)

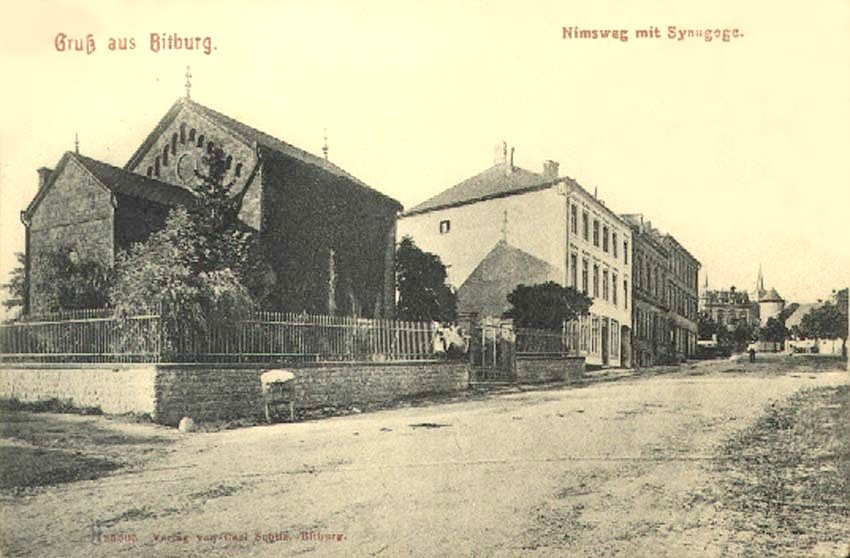
Synagoge in der Rautenbergstraße

Die Synagoge in Bitburg, der Kreisstadt des Eifelkreises Bitburg-Prüm in Rheinland-Pfalz, wurde 1877 errichtet. Die Synagoge, etwas erhöht auf einem eingefriedeten Grundstück stehend, befand sich in der Rautenbergstraße.

## Geschichte und Beschreibung

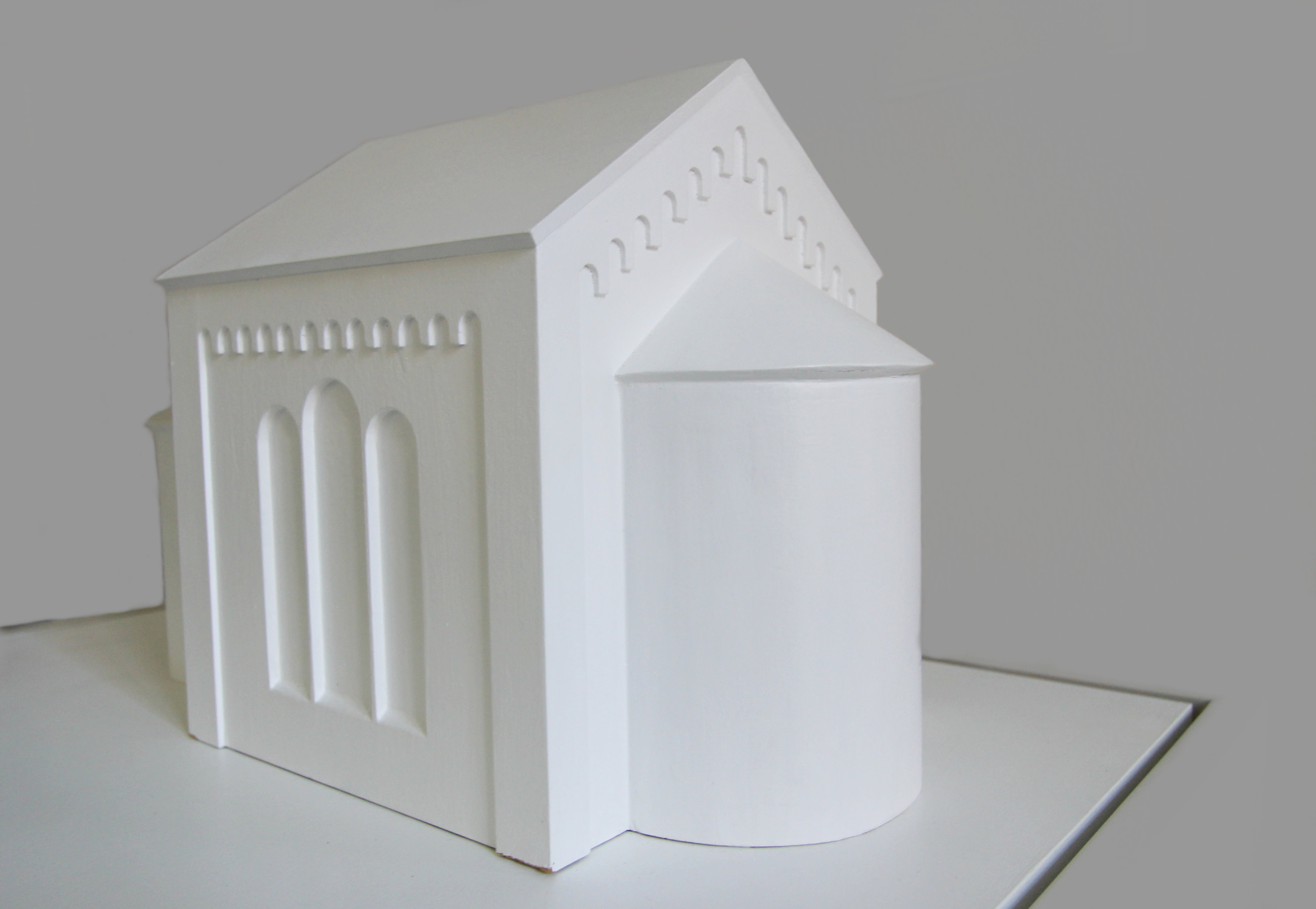
Synagoge im Modell

Nachdem die Zahl der jüdischen Familien in Bitburg angestiegen war, konnte die jüdische Gemeinde an den Bau einer Synagoge denken. Am 13. April 1877 wurde die feierliche Grundsteinlegung vorgenommen.  Die Synagoge im neuromanischen Stil mit Rundbogenfenstern wurde durch Lisenen gegliedert. An der Ostseite befand sich ein Rundbogenfries mit einer apsisartigen Toranische. Kreisbaumeister Peter Josef Julius Wolff hatte in uneigennütziger Weise den Plan angefertigt und auf jedes Honorar verzichtet.
Beim Novemberpogrom 1938 wurde die Synagoge verwüstet. Das Gebäude blieb bestehen und wurde bei einem Bombenangriff zu Weihnachten 1944 zerstört. Die Ruine wurde 1952 abgebrochen.  
Heute befindet sich auf dem Synagogengrundstück eine Tankstelle  mit einer Gedenktafel. Ein Modell der Synagoge befindet sich im Kreismuseum Bitburg-Prüm.